# Ángela Pumariega
Ángela Pumariega Menéndez (Gijón, 12 de noviembre de 1984) es una deportista, economista y política española que compite en vela en las clases Cadet, Snipe, Elliott 6m y 470. 
Participó en los Juegos Olímpicos de Londres 2012, obteniendo una medalla de oro en la clase Elliott 6m (junto con Támara Echegoyen y Sofía Toro).Ganó una medalla de oro en el Campeonato Europeo de Elliott 6m de 2011.

## Trayectoria deportiva
Comenzó a competir en vela ligera a los diez años, compatibilizando el deporte con sus estudios en el Colegio la Corolla Liceo primero y en el Colegio de la Inmaculada después. Es licenciada en Económicas por la Universidad de Oviedo.
Se formó deportivamente en la Escuela de Vela del Real Club Astur de Regatas, iniciando su formación en la clase internacional Cadete, en la que ganó el Campeonato de España por equipos, con el Real Club Astur de Regatas, en el año 1998.
Pasó posteriormente a la clase Snipe, donde comenzó a destacar, tanto como patrona en las competiciones femeninas, como formando tripulación con Fran Palacio en categoría juvenil, con quien ganó el campeonato de España en 2001 y 2002, y logró el subcampeonato europeo de la categoría en 2002.
Félix Gancedo se percató de su valía y la eligió como tripulante, consiguiendo un segundo puesto en la Copa de España de 2003 y un cuarto puesto en el campeonato del mundo en categoría máster en 2004.
Compitió en dos mundiales femeninos de la clase Snipe: En 2008, con Carmen Mateo Suárez-Pumariega de tripulante, quedó séptima, y en 2023, como tripulante de Rosa Foruria, quedó sexta.
Ganó la Copa de España de Snipe en categoría femenina con Nuria Lacera en 2008.
En la modalidad de match race, Ángela Pumariega ha sido campeona de España en 2010 y 2011 compartiendo tripulación con Támara Echegoyen y Sofía Toro, así como campeona iberoamericana en 2010 y campeona de Europa en 2011. En 2012 ganó la medalla de oro en los Juegos Olímpicos de Londres 2012, en la modalidad de match race, con barcos de la clase Elliott 6m, también con sus compañeras Echegoyen y Toro.
Tras los Juegos Olímpicos de Londres 2012, el Elliott 6m dejó de ser clase olímpica, por lo que Ángela Pumariega tuvo que cambiar de embarcación para aspirar a competir en los Juegos Olímpicos de Río de Janeiro 2016, eligiendo la clase 470 con Carmen Mateo de tripulante en un principio y con Patricia Cantero posteriormente. En 2014 se clasificaron en el tercer puesto del campeonato de España de la clase, pero no consiguieron ser la tripulación representante de España en los Juegos Olímpicos de Río de Janeiro 2016 tras las dos competiciones que determinaron la tripulación elegida: el Campeonato del Mundo en la clase 470 de 2016, disputado en Argentina, y el Campeonato de Europa de la clase 470 de 2016, disputado en Mallorca. En la siguiente olimpiada pasó a ser la tripulante de Sofía Toro, para luchar por clasificarse para los Juegos Olímpicos de Tokio 2020. En 2017 ganaron el campeonato de España en 470 femenino, pero no lograron la plaza olímpica.
En 2021, de vuelta en la clase Snipe, ganó el campeonato del Sur de Europa.

## Palmarés internacional
| \| Juegos Olímpicos \| Juegos Olímpicos \| Juegos Olímpicos \| Juegos Olímpicos \| \| Año \| Lugar \| Medalla \| Clase \| \| ------------------ \| ---------------------- \| ---------------- \| ---------------- \| \| 2012 \| Londres ( Reino Unido) \| Medalla de oro \| Elliott 6m \| \| Campeonato Europeo \| \| \| \| \| Año \| Lugar \| Medalla \| Clase \| \| 2011 \| Helsinki ( Finlandia) \| Medalla de oro \| Elliott 6m \| |                        |                |            |
| Juegos Olímpicos |                        |                |            |
| Año | Lugar                  | Medalla        | Clase      |
| 2012 | Londres ( Reino Unido) | Medalla de oro | Elliott 6m |
| Campeonato Europeo |                        |                |            |
| Año | Lugar                  | Medalla        | Clase      |
| 2011 | Helsinki ( Finlandia)  | Medalla de oro | Elliott 6m |

## Premios y galardones
En 2013 fue galardonada con la Medalla de Oro de la Real Orden del Mérito Deportivo y con el Premio Infanta Doña Cristina del Deporte correspondiente a la temporada 2012.
| Distinción                                                              | Año  |
| ----------------------------------------------------------------------- | ---- |
| Premio Infanta Doña Cristina del Deporte Deportista española revelación | 2012 |
| Medalla de Oro - Real Orden del Mérito Deportivo                        | 2013 |

## Actividad política
Se presentó en las elecciones municipales de 2019 en Gijón como número dos de Alberto López-Asenjo, ambos como independientes, en la candidatura del Partido Popular a la alcaldía de Gijón, saliendo elegida concejala, y convirtiéndose, en septiembre de 2021, en portavoz del grupo popular tras la destitución de López-Asenjo. En febrero de 2023 fue designada candidata del PP a la alcaldía de Gijón en las elecciones municipales del 28 de mayo de 2023. En dichas elecciones sale reelegida concejala y el PP consigue cinco concejales, lo que le da al Pumariega la posibilidad de entrar en el gobierno municipal a través de un pacto con Foro Asturias y Vox. Se puso al frente de la concejalía de Economía, Empleo, Turismo e Innovación.